# Ричмондский замок
Ричмондский замок (англ. Richmond Castle) — средневековый замок на реке Суол, недалеко от центра города Ричмонд, Норт-Йоркшир, Англия. Первоначально он назывался Riche Mount, что означает «сильный холм». Строительство замка начато Аленом Рыжим в 1071 году вскоре после нормандского завоевания Англии, также замок упоминается в «Книге Страшного суда» 1086 года. В XII веке его внучатый племянник Конан расширил замок и построил цитадель. Хотя к 1540 году замок был заброшен, спустя столетия его восстановили. Сейчас это наиболее хорошо сохранившийся ранний нормандский замок в Англии и важная туристическая достопримечательность.

## История
В 1069 году Вильгельм Завоеватель подавил восстание в Йорке и поделил земли в Норт-Йоркшире между своими верными сподвижниками; Ален Рыжий получил боро Ричмонд и начал возведение замка для контроля над территорией и расширения своего влияния. Его феодальное владение, получившее название Ричмонд, включало восемь графств и было одной из самых обширных нормандских бароний в Англии.

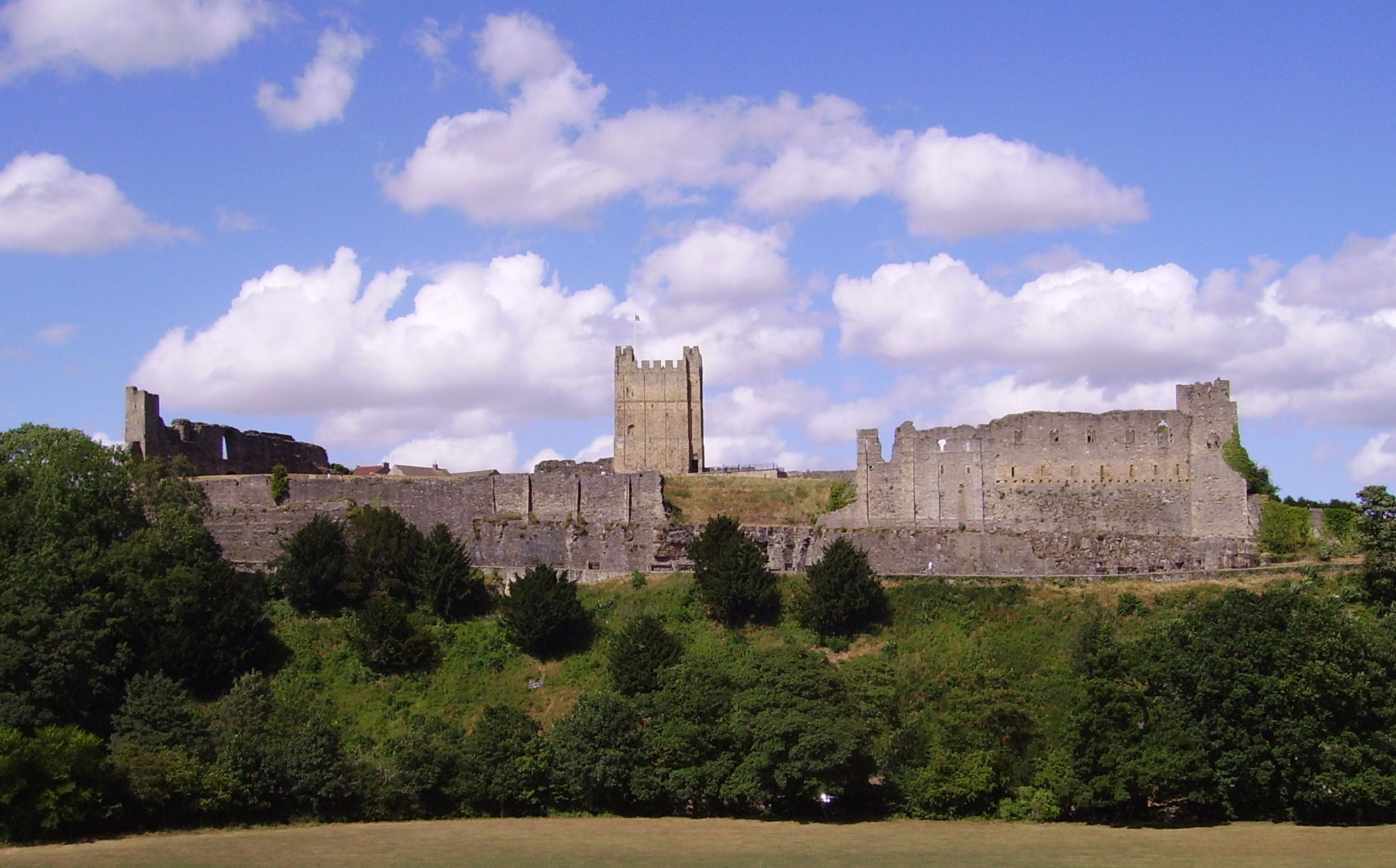
Вид на замок с юга

30-метровый донжон из песчаника медового цвета был построен Конаном IV, герцогом Бретани, в конце XII века. В 1158 году король Англии Генрих II конфисковал графство Ричмонд в пользу короны. Вероятно, именно Генрих II завершил строительство замка со стенами толщиной в 3,4 м. Когда цитадель была уже завершена, король значительно укрепил замок, добавив башни и барбакан. Короли Генрих III и Эдуард I потратили значительные суммы денег на расширение и улучшение замка.
К концу XIV века Ричмондский замок вышел из употребления в качестве крепости. Судя по документам на 1538 год замок был частично разрушен, однако картины Тёрнера и других пейзажистов, вместе с ростом туризма и интересом к древностям, привели к ремонту крепости в начале XIX века. В 1855 году замок стал штаб-квартирой ополчения Норт-Йоркшира, а во внутреннем дворе были возведены казармы. В 1908—1910 годах в замке жил лорд Роберт Баден-Пауэлл (который позже основал скаутское движение), в то время командовавший Северной территориальной армией. Казармы были снесены в 1931 году.

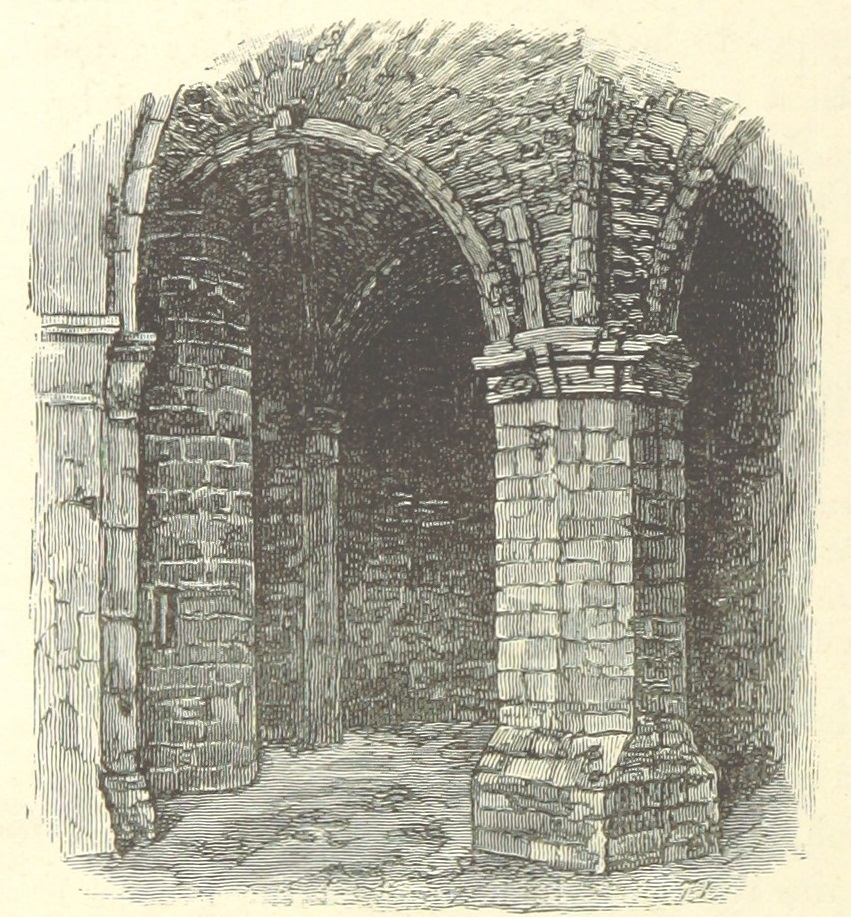
Зарисовка подвального этажа крепости

Замок использовался во время Первой мировой войны в качестве базы небоевого корпуса, состоящего из отказников по убеждениям, т.е. призывников, отказавшихся воевать. Он также использовался для содержания под стражей «сознательных отказчиков», которые отказывались подчиняться армейской дисциплине и каким-либо образом участвовать в войне.
Согласно легенде, король Артур и рыцари Круглого стола спят в пещере под замком. Однажды их обнаружил гончар по имени Томпсон, но тут же убежал, когда они начали просыпаться. Другая легенда гласит, что в туннелях заблудился мальчик-барабанщик, и что вокруг замка иногда слышен призрачный барабанный бой.